# Così non va
Così non va (Too Bad!) è un racconto fantascientifico del 1989 scritto da Isaac Asimov. È stato pubblicato per la prima volta nel 1989 assieme all'antologia The Microverse e successivamente in Visioni di robot, tradotto anche in italiano nel 1991.

## Trama
La storia è ambientata nel XXII secolo, dove uno scienziato, Gregory Arnfeld, costruisce un robot capace di miniaturizzarsi. Questo appartiene alla serie MIK-27 (detto Mike), ed ha una forma simile a quella di una pera, dato che nel suo addome contiene i dispositivi per il rimpicciolimento. Il compito di Mike è quello di effettuare delicate operazioni chirurgiche, dall'interno del corpo, per rimuovere il cancro.
Gregory è consapevole che nella sua famiglia il cancro è una patologia che si presenta spesso, e perciò aveva costruito il robot proprio in previsione della malattia. Ma la moglie Tertia è contraria all'operazione, in quanto sa che il rimpicciolimento non è un processo stabile dato che tanto più esso è accentuato, e maggiori saranno le probabilità di un ritorno incontrollato a dimensioni normali, con una successiva liberazione di una grande quantità di energia. L'intervento però viene comunque fatto in quanto potrebbe dare il via ad una nuova strada per la cura dei tumori.
Finita l'operazione quindi, ci si rende conto che non c'è più traccia del robot nell'organismo del paziente perché esso si era ridotto fino alle dimensioni di un elettrone per potersi poi eiettare via, con il suo laser, alla velocità della luce, a migliaia di chilometri dalla terra, e diminuire così i rischi per la vita del suo costruttore durante la fase di ricrescita (seguendo così in pieno la seconda legge della robotica). Quando Tertia spiega come è andata l'operazione a Gregory, questi si agita furiosamente, rimpiangendo la riuscita del suo intervento e compiangendo il destino della sua creatura.

## Citazione di altre opere
Nel racconto è presente una citazione tratta dai romanzi di Asimov: Viaggio allucinante e Destinazione cervello. Durante il racconto viene spiegato come sia molto poco economico rimpicciolire "esseri umani in un dispositivo sottomarino" (chiaro riferimento all'equipaggio del sommergibile nei due romanzi appena citati).